# Sarah Katsoulis
Sarah Katsoulis (Australia, 10 de mayo de 1984) es una nadadora  especializada en pruebas de estilo braza corta distancia, donde consiguió ser medallista de bronce mundial en 2009 en los 50 metros.

## Carrera deportiva
En el Campeonato Mundial de Natación de 2009 celebrado en Roma ganó la medalla de bronce en los 50 metros estilo braza, con un tiempo de 30.16 segundos, tras la rusa Yuliya Efimova que batió el récord del mundo con 30.09 segundos, y la estadounidense Rebecca Soni (plata).